# Земдиханова, Варвара Васильевна
Варва́ра Васи́льевна Земдиха́нова (27 сентября 1921 года— 2 мая 2018 года) — животновод. Герой Социалистического Труда.

## Биография
Варвара Земдиханова родилась 27 сентября 1921 года. В Мурманскую область попала уже в возрасте 9 лет. В 1938 году Варвара закончила областные курсы бригадиров-животноводов, после чего до 1975 года работала дояркой совхоза «Тулома». Во время Великой Отечественной войны Земдиханова являлась заведующей животноводческой фермой совхоза.
В 1965 году Варвара Васильевна стала первой дояркой в Мурманской области, получившей от одной коровы более 5000 килограмм молока в год, а в 1968 году она смогла улучшить свой рекорд до 6001 килограмма в год. В 1966 году Земдиханова становилась делегатом XXIII съезда КПСС.
За трудовые успехи и рекордные показатели указом Президиума Верховного Совета СССР в 1966 году Земдихановой Варваре Васильевне было присвоено звание Героя Социалистического Труда и вручены орден Ленина и Золотая медаль «Серп и Молот». Вместе с ней почётного звания героя была удостоена другая доярка совхоза — Евстолия Шубина. Среди других наград Варвары — Орден Октябрьской Революции (1967 год) и полученный в 2007 году почётный знак «За заслуги перед Кольским районом».
В 1975 году доярка-героиня вышла на пенсию. Последние годы жизни Варвара Васильевна Земдиханова провела в Орле – жила в семье старшей дочери. Еще двое ее детей живут в Мурманской области.
Скончалась в Орле 2 мая 2018 года.